# John B. O'Brien
John B. O'Brien, também conhecido como Jack O'Brien (13 de dezembro de 1884 - 15 de agosto de 1936), foi um ator de cinema e cineasta estadunidense da era do cinema mudo, que atuou em 92 e dirigiu 61 filmes entre 1909 e 1936.

## Biografia
O'Brien nasceu em Roanoke, Virgínia em 13 de dezembro de 1884, e foi educado no St. John's College, no Brooklyn, Nova Iorque. John B. O'Brien pretendia ser advogado, porém Daniel E. Frohman o convenceu a se dedicar ao teatro.
Iniciou sua vida artística no teator, na Augustus Thomas Company, que percorria o país com apresentações, e participou de The Belle of New York, na Broadway. Mais tarde percorreu a Europa com Arizona e The Virginian. Na área cinematográfica, iniciou como cameraman nos filmes de Broncho Billy Anderson, além de escrever e dirigir The Life of Buffalo Bill (data indeterminada), estrelado pelo legendário showman William F. Cody.
Na direção cinematográfica, seu primeiro crédito foi em Life on the Circle Ranch in California (1912). Depois dirigiu vários filmes para a Majestic Motion Pictures Company, tais como Imar the Servitor (1914), A Mother's Influence (1914), The Folly of Anne (1914), com Lillian Gish, entre outros. O'Brien foi um dos assistentes de D.W. Griffith no filme The Birth of a Nation, e mais tarde dirigiu Mary Pickford filmes como The Foundling (1916). Sua última direção foi o Western Jim Hood's Ghost, em 1926, pela Universal Pictures. Além de dirigir, escreveu alguns roteiros e produziu um filme, Father Tom, em 1921, pela sua própria companhia cinematográfica, a John B. O'Brien Productions, sendo essa, talvez, sua única produção.
Como ator, seu primeiro filme foi The Best Man Wins, em 1909, pelo Essanay Studios, ao lado de atores como Pete Morrison e Broncho Billy Anderson. Atuou depois em His Reformation (1909) e vários outros filmes Westerns curta-metragem dirigidos e protagonizados por Anderson, através de 1909, 1910 e 1911, pela Essanay. Atuou posteriormente pela Nestor Films, em filmes como An Eye for an Eye (1913); pela Majestic Motion Pictures Company, em filmes como The Double Knot (1914), com Raoul Walsh, e pela American Film Company, em filmes como The Legend Beautiful (1915). A revista Motion Picture Mail, de 4 de novembro de 1916, anunciou que O’Brien assinara contrato com Edwin Thanhouser, e fez o filme Mary Lawson's Secret em 1917. Atuou em várias comédias com Stan Laurel, tais como The Noon Whistle (1923), The Soilers (1923) e Zeb vs. Paprika (1924)
Entre seus principais filmes destacam-se Bab's Diary, em 1917, pela Famous Players Film Company, o drama Wings of Pride (1920), pela Rolfe Photoplays, e o seriado Bride 13 (1920), pela Fox Film. Seu último filme foi o seriado The Vigilantes Are Coming, em 1936, pela Republic Pictures, num pequeno papel não-creditado.

## Vida pessoal e morte
Casou em 1915 com a atriz Gladys Field (Gladys Woolley Field O'Brien), que faleceu em 1920, ao dar a luz o filho do casal. De acordo com Thanhouser, ao morrer em 1936, John deixou viúva, portanto, considera-se que tenha casado novamente.
O'Brien morreu em Los Angeles, Califórnia, em 15 de agosto de 1936, aos 51 anos, após uma cirurgia.

## Filmografia parcial

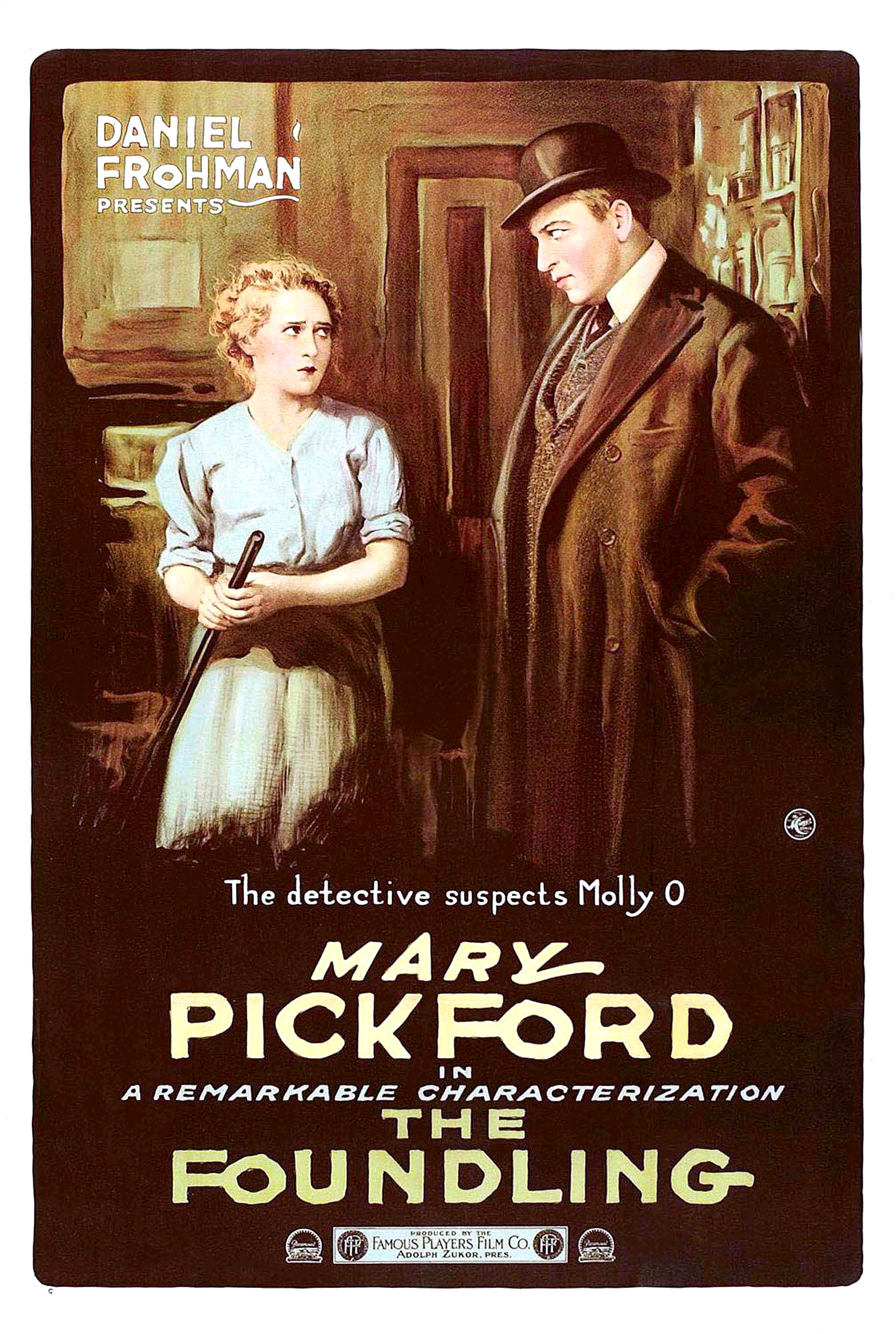
Cena do filme Foundling, com Mary Pickford, dirigido por O’Brien em 1916.

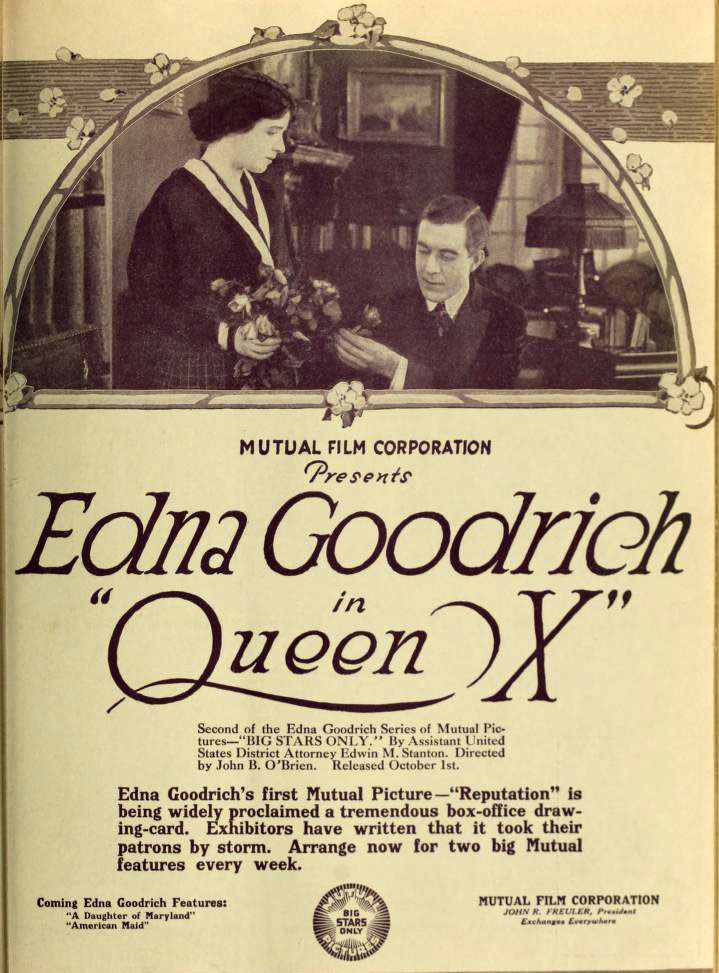
Cartaz do filme Queen X, dirigido por O’Brien em 1917.

### Atuação
- The Best Man Wins (1909)
- His Reformation (1909)
- The Pony Express Rider (1910)
- Across the Plains (1911)
- Alkali Ike's Auto (1911)
- An Eye for an Eye (1913)
- The Double Knot (1914)
- The Folly of Anne (1914)
- The Angel of Contention (1914)
- The Legend Beautiful (1915)
- Captain Macklin (1915)
- The Foundling (1916)
- The Flying Torpedo (1916)
- Destiny's Toy (1916)
- Bab's Diary (1917)
- Souls Triumphant (1917)
- Mary Lawson's Secret (1917)
- Wings of Pride (1920)
- Bride 13 (1920)
- Why Girls Leave Home (1921)
- Molly O' (1921)
- The Soilers (1923)[15]
- The Noon Whistle (1923)[16]
- The Iron Horse (1924)
- Wide Open Spaces (1924)
- Brothers Under the Chin (1924)
- Zeb vs. Paprika (1924)
- Postage Due (1924)
- Cat, Dog & Co. (1929)
- Noisy Noises (1929)
- The Vigilantes Are Coming (1936)

### Direção
- Life on the Circle Ranch in California (1912)
- Imar the Servitor (1914)
- A Mother's Influence (1914)
- The Folly of Anne (1914)
- Vanity (1916)
- The Foundling (1916)
- Queen X (1917)
- Lonely Heart (1921)
- Jim Hood's Ghost (1926)